# David Johnson (basketspelare)
David Ricardo Johnson, född 26 februari 2001 i Louisville i Kentucky, är en amerikansk professionell basketspelare (PG/SG) som spelar för Memphis Grizzlies i National Basketball Association (NBA). Han har tidigare spelat för Toronto Raptors.
Johnson draftades av Toronto Raptors i andra rundan i 2021 års draft som 47:e spelare totalt.
Innan han blev proffs studerade Johnson vid University of Louisville och spelade för deras idrottsförening Louisville Cardinals.